# Mac OS X v10.2
Mac OS X versiunea 10.2 a fost lansat la 24 august 2002, fiind prima versiune Mac OS X care folosește numele de cod „Jaguar” în publicitate.

## Caracteristici noi sau schimbate
- Address Book - este o carte de adrese computerizată.
- Rendezvous - Rendezvous mai târziu numit Bonjour, Apple a aplicat protocolul deschis IETF (zeroconf) care permite dispozitivelor într-o rețea esențiale pentru a „găsi reciproc” cu un serviciu de listare director.
- CUPS (Common Unix Printing System) sistem de imprimare modular pentru sistemele Unix-like[1]
- Finder - Un Finder restructurat cu căutarea construit direct în fiecare fereastră.
- Mail - Un client de poștă electronică, cu un filtru adaptiv spam.
- Suport îmbunătățit pentru rețelele cu Microsoft Windows
- Quartz Extreme  -
- Sherlock 3 - motor de căutare Web
- Universal Access - Ajută persoanele cu disabilități
- Journaled file system (introdus pentru prima dată pe 10.2.3 Server)
- Inkwell - pentru recunoașterea scrisului de mână[2]

## Cerințe de sistem
- Computere suportate: PowerMac G3, G4 sau G5, iMac, eMac, PowerBook G3/G4 sau iBook[3]
- Tipul procesoarelor: PowerPC G3, G4 sau G5 care rulează la 233 MHz sau superior
- RAM: 128 MB (recomandat este de la 256 MB la 512 MB pentru Mac OS X 12.2.8)

## Istoric versiuni
| Versiunea | Build         | Data lansării      |
| --------- | ------------- | ------------------ |
| 10.2      | 6C115, 6C115a | 24 august 2002     |
| 10.2.1    | 6D52          | 18 septembrie 2002 |
| 10.2.2    | 6F21          | 11 noiembrie 2002  |
| 10.2.3    | 6G30          | 19 decembrie 2002  |
| 10.2.3    | 6G37          |                    |
| 10.2.3    | 6G50          |                    |
| 10.2.4    | 6I32          | 13 februarie 2003  |
| 10.2.5    | 6L29          | 10 aprilie 2003    |
| 10.2.6    | 6L60          | 6 mai 2003         |
| 10.2.7    | 6R65          | 22 septembrie 2003 |
| 10.2.8    | 6R73          | 3 octombrie 2003   |
| 10.2.8    | 6S90          | 3 octombrie 2003   |